# ボリングブルック子爵
ボリングブルック子爵（英: Viscount Bolingbroke）は、イギリスの子爵位。グレートブリテン貴族。
1712年にヘンリー・シンジョンが叙されたのに始まる。その父ヘンリー・シンジョンが1716年に叙されたシンジョン子爵位も併せ持っている。

## 歴史

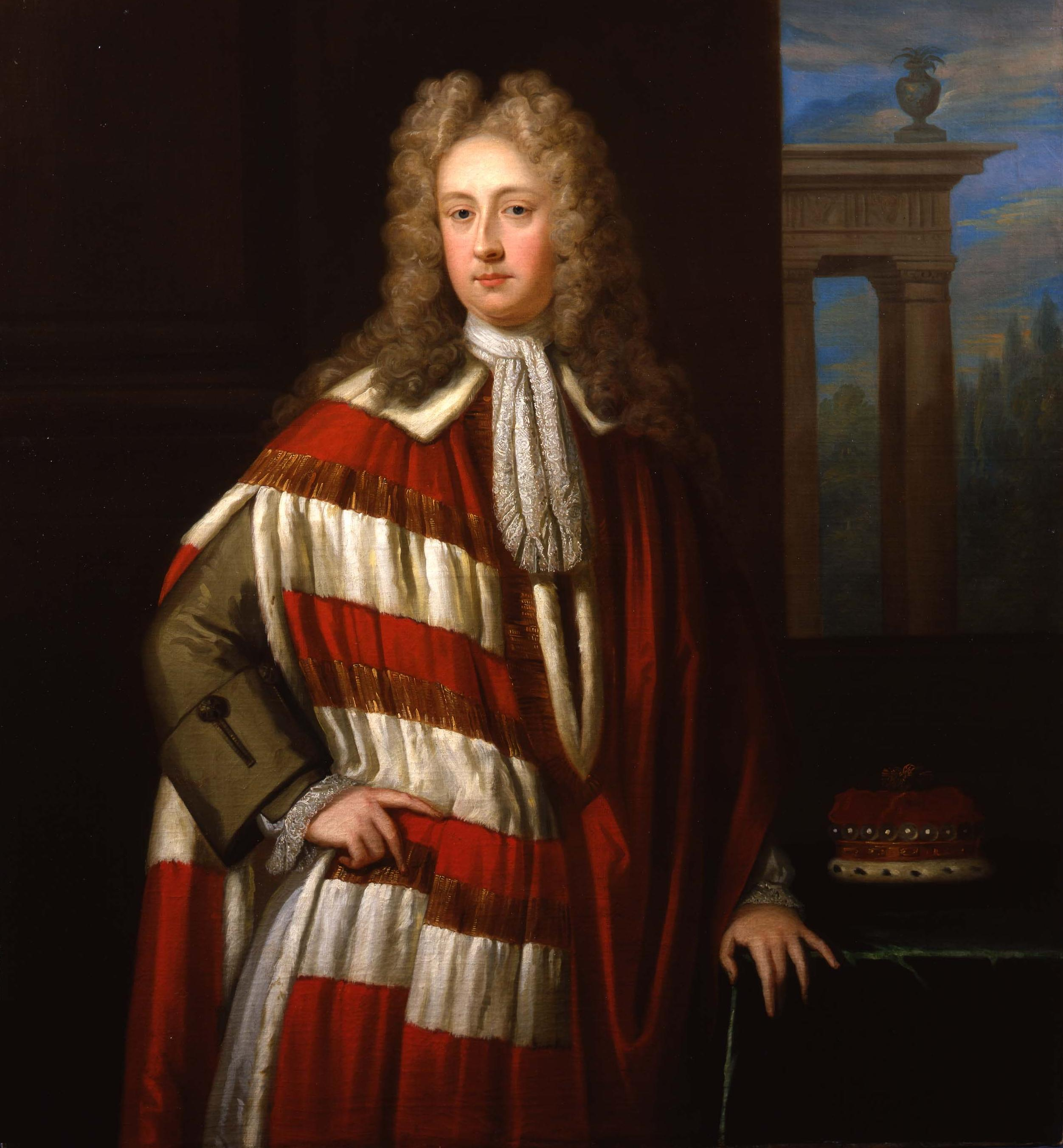
初代ボリングブルック子爵ヘンリー・シンジョン

1611年5月22日、ジョン・シンジョン(-1648)は、イングランド準男爵位「（ウィルトシャー州リディアド・トレゴズの）準男爵」に叙せられた。
その孫である4代準男爵サー・ヘンリー・シンジョン(1652–1742)とその長男であるヘンリー・シンジョン(1678–1751)はともにトーリー党の庶民院議員として活躍。特に、子ヘンリーの方は閣僚職を歴任して政界の中心として活躍し、1712年7月7日にはグレートブリテン貴族爵位「リンカン州におけるボリングブルック子爵（Viscount Bolingbroke）」と「リディアド・トレゴズのシンジョン男爵（Baron St John of Lydiard Tregoze）」に叙された。この2つの爵位は父サー・ヘンリーとその子供への特別継承権を認めていた。一方父サー・ヘンリーも1716年7月2日にグレートブリテン貴族爵位「シンジョン子爵（Viscount St John）」と「バターシーのシンジョン男爵（Baron St John of Battersea）」に叙された。この2つの爵位は次男以下に継承される特別継承権付きだった。そのため初代シンジョン子爵の死後、シンジョン子爵位とバターシーのシンジョン男爵位は、その次男ジョン・シンジョン(1695頃–1749)に継承された。一方準男爵位は長男たる初代ボリングブルック子爵に継承された。
初代ボリングブルック子爵は子供のないまま死去したので、ボリングブルック子爵位は特別継承権で甥にあたる3代シンジョン子爵フレデリック・シンジョン(?-1787)に継承された。以降現在までシンジョン子爵とボリングブルック子爵は同一人物によって継承され続けている。
現在の当主は9代ボリングブルック子爵・10代シンジョン子爵ニコラス・アレグザンダー・モーブレイ・シンジョン(1974-)である。

## 現当主の保有爵位
現当主の第9代ボリングブルック子爵ニコラス・アレグザンダー・モーブレイ・シンジョンは、以下の爵位・準男爵位を保有している。
- 第9代ボリングブルック子爵（9th Viscount Bolingbroke）
（1717年7月12日の勅許状によるグレートブリテン貴族爵位）
- 第10代シンジョン子爵（10th Viscount St John ）
（1716年創設グレートブリテン貴族爵位）
- 第9代リディアド・トレゴズのシンジョン男爵（9th Baron St John of Lydiard Tregoze）
（1712年7月7日の勅許状によるグレートブリテン貴族爵位)
- 第10代バターシーのシンジョン男爵（10th Baron St John of Battersea）
(1716年創設グレートブリテン貴族爵位)
- 第13代（リディアド・トレゴズの）準男爵
(1611年創設イングランド準男爵位)

## 一覧

### リディアド・トレゴズのシンジョン準男爵（1611年）
- 初代準男爵サー・ジョン・シンジョン（英語版） (-1648)
- 2代準男爵サー・ジョン・シンジョン (c. 1637–1656)
- 3代準男爵サー・ウォルター・シンジョン（英語版） (1622–1708)
- 4代準男爵サー・ヘンリー・シンジョン (1652–1742) (1716年にシンジョン子爵)

### シンジョン子爵（1716年）
- 初代シンジョン子爵・4代準男爵ヘンリー・シンジョン (1652–1742)
- 2代シンジョン子爵ジョン・シンジョン (1695頃–1749)
- 2代ボリングブルック子爵・3代シンジョン子爵・6代準男爵フレデリック・シンジョン (?-1787)
- 3代ボリングブルック子爵・4代シンジョン子爵・7代準男爵ジョージ・リチャード・シンジョン（英語版） (1761–1824)
- 4代ボリングブルック子爵・5代シンジョン子爵・8代準男爵ヘンリー・シンジョン (1786–1851)
- 5代ボリングブルック子爵・6代シンジョン子爵・9代準男爵ヘンリー・シンジョン（英語版） (1820–1899)
- 6代ボリングブルック子爵・7代シンジョン子爵・10代準男爵ヴァーノン・ヘンリー・シンジョン（英語版） (1896–1974)
- 7代ボリングブルック子爵・8代シンジョン子爵・11代準男爵ケネス・オリヴァー・マルグレイヴ・シンジョン (1927–2010)
- 8代ボリングブルック子爵・9代シンジョン子爵・12代準男爵ヘンリー・フィッツロイ・シンジョン (1957–2011)
- 9代ボリングブルック子爵・10代シンジョン子爵・13代準男爵ニコラス・アレグザンダー・モーブレイ・シンジョン (1974-)

法定推定相続人はいない。推定相続人は現当主の又従兄弟の孫にあたるウォルター・ウォーレン・シンジョン(1921-)

### ボリングブルック子爵（1712年）
- 初代ボリングブルック子爵・5代準男爵ヘンリー・シンジョン (1678–1751)
- 2代ボリングブルック子爵・3代シンジョン子爵・6代準男爵フレデリック・シンジョン (?-1787)

以降上記参照